# Adrià Guerrero
Adrià Guerrero Aguilar (Blanes, 1998. január 28. –) spanyol labdarúgó, a svájci Zürich hátvéde.

## Pályafutása
Adrià Guerrero a katalóniai Blanes városában született. Az ifjúsági pályafutását a Vilassar de Marnál kezdte, majd az Barcelona akadémiájánál folytatta.
2017-ben mutatkozott be a Reus negyedosztályban szereplő tartalékcsapatában. Először a 2017. augusztus 20-ai, Palamós CF elleni mérkőzésen lépett pályára. Első gólját október 11-én, az AE Prat elleni találkozón szerezte. 2018. január 11-én meghosszabbította a szerződését a klubbal egészen 2021 végéig. 2018. június 27-én feljutott az másodosztályban szereplő első csapatba, ahol először az augusztus 11-ei, UD Las Palmas elleni mérkőzésen a második félidőben Álex Carbonell cseréjeként lépett a pályára.
A 2018–19-es szezon felénél átigazolt a harmadosztályú Valencia CF Mestalla csapatához, amely a Valencia tartalékcsapatának felel meg. Az első csapatban és egyben a La Ligában a 2020. június 4-ei, Granada CF elleni mérkőzésén a félidőben Jaume Costa cseréjeként debütált.
A 2020–21-es szezonban kölcsönjátékosként a svájci Lugano csapatát erősítette.
2021. június 30-án három éves szerződést kötött a Zürich együttesével.

## Statisztika
2023. május 25. szerint.
| Klub                | Szezon   | Bajnokság        | Bajnokság | Bajnokság | Kupa  | Kupa  | Nemzetközi | Nemzetközi | Összesen | Összesen |
| Klub                | Szezon   | Bajnokság        | Mérk.     | Gólok     | Mérk. | Gólok | Mérk.      | Gólok      | Mérk.    | Gólok    |
| ------------------- | -------- | ---------------- | --------- | --------- | ----- | ----- | ---------- | ---------- | -------- | -------- |
| Reus                | 2018–19  | Segunda División | 7         | 0         | 1     | 0     | 0          | 0          | 8        | 0        |
| Valencia            | 2019–20  | La Liga          | 2         | 0         | 0     | 0     | 0          | 0          | 2        | 0        |
| Lugano (kölcsönben) | 2020–21  | Super League     | 28        | 0         | 0     | 0     | 0          | 0          | 28       | 0        |
| Zürich              | 2021–22  | Super League     | 34        | 4         | 2     | 0     | 0          | 0          | 36       | 4        |
| Zürich              | 2022–23  | Super League     | 28        | 1         | 1     | 0     | 11         | 1          | 40       | 2        |
| Zürich              | Összesen | Összesen         | 62        | 5         | 3     | 0     | 11         | 1          | 76       | 6        |
| Összesen            | Összesen | Összesen         | 99        | 5         | 4     | 0     | 11         | 1          | 114      | 6        |